# Tarista rufipalpis
Tarista rufipalpis är en fjärilsart som beskrevs av William Schaus 1913. Tarista rufipalpis ingår i släktet Tarista och familjen nattflyn. Inga underarter finns listade i Catalogue of Life.